# Jerry B. Jenkins
Jerry Bruce Jenkins, född 23 september 1949, är en amerikansk författare av främst kristen litteratur.
Jenkins är engagerad vid Moody Bible Institute och har bland annat skrivit och varit redaktör för Moody Magazine. Hans skrivande började som sportjournalist i ungdomen. Senare har han arbetat med flera sportstjärnor, men även predikanten Billy Graham, på dessas självbiografier. Under första halvan av 1990-talet fick han i uppdrag att skriva romanen Lämnad kvar (Left Behind), efter en idé av Tim LaHaye. Boken utgavs 1995 och blev en stor succé och har följts av ett dussin uppföljare. Han har även skrivit bland annat barnböcker. Han fick också utlopp för sitt sportintresse som författare till seriestrippen Gil Thorp mellan 1996 och 2004.
Han har grundat filmbolaget Jenkins Entertainment, som producerat filmen Hometown Legend, vilken Jenkins sedan skrivit en roman baserad på filmen. Hans son Dallas Jenkins är filmproducent och -regissör. Jenkins och hans fru Dianna bor i Colorado och har ytterligare två söner.
Han är även ägare till Christian Writers Guild som arbetar för att främja kristen litteratur.
Jenkins intervjuades i ett avsnitt av Penn & Tellers tv-program Bullshit!, som kritiserade apokalyptiska läror, där Left Behind nämndes som exempel.